# Евита
Евита је амерички музички историјски драмски филм из 1996. заснован на истоименом концептуалном албуму из 1976. које су продуцирали Тим Рајс и Ендру Лојд Вебер, који је такође инспирисао мјузикл из 1978. године. Филм приказује живот Еве Перон, детаљно описују њене почетке, успон до славе, политичку каријеру и смрт у доби од 33 године. Режирао Алан Паркер, а сценарио написали Паркер и Оливер Стоун, Евита глуми Мадону као Еву, Џонатан Прајс као Евин муж Хуан Перон и Антонио Бандерас као Че, обичан човек који глуми наратора у филму.
Након објављивања албума из 1976. године, филмска адаптација мјузикла заглавила је у паклу развоја више од петнаест година, пошто су права пренета на неколико великих студија, а размотрени су и редитељи и глумци. Године 1993. продуцент Роберт Стигвуд је продао права Ендру Г. Вајни, који је пристао да финансира филм преко своје продукцијске куће, а Буена Виста дистрибуира филм. Након што се Стоун повукао из пројекта 1994. године, Паркер је пристао да напише и режира филм. Сесије снимања песама и звучне подлоге одржане су у студију ЦТС у Лондону, отприлике четири месеца пре снимања. Паркер је радио са Рајсом и Лојдом Вебером на компоновању звучног записа, преправљајући оригиналне песме тако што је прво направио музику, а затим и текст. За филм су такође написали нову песму „Мораш да ме волиш“. Главно снимање је почело у фебруару 1996. са буџетом од 55 милиона долара, а завршено је у мају те године. Снимање се одвијало на локацијама у Буенос Ајресу и Будимпешти и на звучним сценама у студију Шепертон. Продукција филма у Аргентини наишла је на контроверзе, јер су се глумци и екипа суочили са протестима због страха да ће пројекат нарушити Евин имиџ.
Евита је премијерно приказана у Лос Анђелесу, 14. децембра 1996. године. Холивуд пикчерс је дао филму платформско издање, што је укључивало његово објављивање у одабраним градовима пре него што је проширио дистрибуцију у наредним недељама. Филм је имао ограничено издање 25. децембра 1996. године, пре него што је био отворен широм земље 10. јануара 1997. године. Зарадио је преко 141 милион долара широм света. Филм је добио помешане критике; рецензенти су похвалили Мадонино извођење, музику, костимографију и кинематографију, док су критике биле усмерене на темпо и режију. Евита је добила многе награде и номинације, укључујући Оскара за најбољу оригиналну песму и три Златна глобуса за најбољи филм – Комедија или мјузикл, најбоља оригинална песма и најбоља глумица – комедија или мјузикл (Мадона).

## Радња
У биоскопу у Буенос Ајресу 26. јула 1952. године, филм је прекинут када се појави вест о смрти Еве Перон, прве даме Аргентине, у доби од 33 године. Док нација улази у јавну жалост, Че, члан јавности, диви се спектаклу и обећава да ће показати како Ева није радила „ништа годинама“. Остатак филма прати Еву (рођену Дуарте) од њених почетака као ванбрачно дете породице ниже класе до њеног успона до прве даме; Че у Евиној причи преузима много различитих маски.
Са 15 година, Ева живи у провинцијском граду Хунин, а жуди за бољим животом у Буенос Ајресу. Она наговара танго певача Агустина Магалдија, са којим је у љубавној вези, да је одведе у град. Након што је Магалди напусти, пролази кроз неколико веза са све утицајнијим мушкарцима, постајући модел, глумица и радио личност. Она упознаје пуковника Хуана Перона на прикупљању средстава након земљотреса у Сан Хуану 1944. године . Перонова веза са Евом доприноси његовом популистичком имиџу, јер су обоје из радничке класе. Ева има радио емисију током Пероновог успона и користи све своје вештине да га промовише, чак и када га је контролна администрација затворила у покушају да успори његов политички замах. Подршка коју Ева ствара приморава владу да ослободи Перона и он проналази људе који су заљубљени у њега и Еву. Перон побеђује на изборима за председника и жени се Евом, која обећава да ће нова влада служити дескамисадосима .
На почетку Перонове владе, Ева се гламурозно облачи, уживајући у привилегијама да буде прва дама. Убрзо након тога креће на оно што се назива њеном "Дугином турнејом" по Европи. Док је тамо, наилази на мешовити пријем. Људи у Шпанији је обожавају, људи у Италији је називају курвом и добацивају јој ствари, а папа Пије XII јој даје мали, оскудан поклон. По повратку у Аргентину, Ева оснива фондацију за помоћ сиромашнима. Филм сугерише да перонисти иначе пљачкају јавну ризницу.
Ева је хоспитализована и сазнаје да има терминални рак. Она одбија функцију потпредседнице због нарушеног здравља и даје једно последње емитовање грађанима Аргентине. Она схвата да је њен живот био кратак јер је сијала као „најсветлија ватра“, и помаже Перону да се припреми да настави без ње. Велика гомила окружује Квинту де Оливос у бдењу уз свеће молећи се за њен опоравак када се светло у њеној соби угаси, што означава њену смрт. На Евиној сахрани, Че је виђена код њеног ковчега, задивљена утицајем њеног кратког живота. Он прилази њеном стакленом ковчегу, љуби га и придружује се гомили ожалошћених у пролазу.

## Улоге
| Глумац           | Улога      |
| ---------------- | ---------- |
| Мадона           | Ева Перон  |
| Антонио Бандерас | Че         |
| Џонатан Прајс    | Хуан Перон |

Глумци преузети са листе Turner Classic Movies Евите.

## Продукција

### Неуспели пројекти: 1976–1986
Након објављивања Евите (1976), отпеваног концептуалног албума Тима Рајса и Ендруа Лојда Вебера који описује живот Еве Перон, редитељ Алан Паркер се састао са њиховим менаџером Дејвидом Лендом, питајући га да ли су Рајс и Лојд Вебер размишљали да направе филмска верзија. Схватио је да су више заинтересовани за стварање сценске верзије са оригиналним текстовима албума. Оригинална позоришна продукција Евите на Вест Енду отворена је у Позоришту Принца Едварда 21. јуна 1978. и затворена 18. фебруара 1986. Наредна бродвејска продукција отворена је у Бродвејском театру 25. септембра 1979. и затворена 26. јуна 1983. након 1.567 представа и 17 претпремијера. Роберт Стигвуд, продуцент Вест Енд продукције, желео је да Паркер режира Евиту као филм, али, након што је завршио рад на мјузиклу Слава (1980), Паркер је одбио прилику да води Евиту, рекавши Стигвуду да „не жели да правите узастопне мјузикле“.
Филмска права на Евиту постала су предмет рата за надметање међу мноштвом филмских студија, укључујући Варнер Брос., Метро-Голдвин-Мајер и Парамаунт. Стигвуд је продао права ЕМИ Филмсу за преко 7,5 милиона долара. Такође је разговарао о пројекту са Јоном Петерсом, који је обећао да ће убедити своју девојку Барбру Стрејсенд да игра главну улогу ако му буде дозвољено да продуцира. Стигвуд је одбио понуду, одлучивши да остане укључен као једини продуцент филма. ЕМИ је на крају одустао од пројекта како би формирао Торн ЕМИ, као и произвео неколико промашаја на благајнама под заставом.
У мају 1981. Парамаунт је стекао филмска права, а Стигвуд је био продуцент. Парамаунт је издвојио буџет од 15 милиона долара, а филм је требало да буде у продукцији до краја године. Да би избегли веће трошкове производње, Стигвуд, Рајс и Лојд Вебер су пристали да узму мању плату, али већи проценат бруто филма. Стигвуд је ангажовао Кена Расела да режира филм, на основу успеха њихове претходне сарадње, Томија (1975).
Стигвуд и Расел одлучили су да одрже аудиције са осам глумица које глуме Еву у светским продукцијама мјузикла, а неоткривени број њих изводи екранске тестове у Њујорку и Лондону. У новембру 1981. Расел је наставио са тестирањем екрана у студију Елстре. Међу онима који су се пријавили за улогу Еве била је и Карла Девито . Расел је такође отпутовао у Лондон, где је тестирао Лајзу Минели која је носила плаву перику и хаљине по мери. Сматрао је да би Минели, етаблирана филмска глумица, боље одговарала за ту улогу, али Рајс, Стигвуд и Парамаунт су желели Елејн Пејџ, прву глумицу која ће играти Еву у лондонској сценској продукцији. Расел је почео да ради на сопственом сценарију без одобрења Стигвуда, Рајса или Лојда Вебера. Његов сценарио је пратио обрисе сценске продукције, али је успоставио лик Чеа као новинског репортера. Сценарио је такође садржао болничку монтажу за Еву и Че, у којој се они мимоилазе на колицима у белим ходницима док се она лечи од рака, док Че бију и рањавају изгредници. Расел је на крају отпуштен из пројекта након што је рекао Стигвуду да неће радити филм без Минели.
Како је Парамаунт почео да извиђа локације у Мексику, Стигвуд је започео потрагу за новим директором. Састао се са Хербертом Росом, који је одбио да режира Футлуз (1984) за Парамаунт. Стигвуд се тада састао са Ричардом Атенбороуом, који је сматрао да је пројекат немогућ. Стигвуд се такође обратио редитељима Алану Ј. Пакули и Хектору Бабенку, који су обојица одбили. Године 1986, Мадона је посетила Стигвуда у његовој канцеларији, обучена у хаљину и фризуру у стилу 1940-их, како би показала интересовање за улогу Еве. Такође је кратко водила кампању за Франсиса Форда Кополу да води филм. Стигвуд је био импресиониран, рекавши да је "савршена" за ту улогу.

### Оливер Стоун: 1987–1994
Године 1987, независна филмска компанија Џерија Вајнтрауба добила је филмска права од Парамаунта. Оливер Стоун, обожавалац мјузикла, изразио је интересовање за филмску адаптацију и контактирао Стигвудову продукцијску кућу РСО Филмс како би разговарали о пројекту. Након што је потврђен као писац и режисер филма у априлу 1988., Стоун је отпутовао у Аргентину, где је посетио Евино родно место и састао се са новоизабраним председником Карлосом Менемом, који је пристао да обезбеди 50.000 статиста за продукцију, као и да дозволи слободу говора.
Мадона се састала са Стоуном и Лојдом Вебером у Њујорку како би разговарали о улози. Планови су пропали након што је затражила одобрење сценарија и рекла Лојду Веберу да жели да преправи партитуру. Стоун је тада пришао Мерил Стрип за главну улогу и блиско сарађивао са њом, Рајсом и Лојдом Вебером у студију за снимање у Њујорку како би урадили прелиминарне синхронизације музике. Стигвуд је о Стриповом музичком наступу рекао: „Научила је целу партитуру за недељу дана. Не само да зна да пева, већ је и сензационална – апсолутно запањујуће.“ 
ВЕГ је издвојио буџет од 29 милиона долара, а снимање је требало да почне почетком 1989. године, али је заустављена због нереда у Аргентини 1989. године . Забринути за безбедност глумаца и екипе, Стигвуд и Вајнтрауб су одлучили да не снимају тамо. Филмски ствараоци су затим истраживали локације у Бразилу и Чилеу, пре него што су се одлучили за Шпанију, са предложеним буџетом од 35 милиона долара; лоше перформансе ВЕГ-ових филмова на благајнама довеле су до тога да је студио одустао од пројекта. Стоун је убрзо потом одвео Евиту у Карлоко, а Стрип је остала фаворит за главну улогу. Међутим, Стрип је почела да повећава свој захтев за компензацију ; захтевала је уговор плати или глуми са роком од 48 сати. Иако је договор постигнут, Стрипов агент је контактирао Керолко и РСО Филмс, саветујући их да она иступа из пројекта из „личних разлога”. Стрип је обновила интересовање након десет дана, али су Стоун и његов креативни тим напустили пројекат у корист снимања филма Дорси (1991).
Године 1990. Дизни је преузео филмска права за Евиту, а Глен Гордон Керон је ангажован да режира филм, а Мадона је требала да се појави у главној улози. Иако је Дизни потрошио 2-3 милиона долара на развојне трошкове, отказао је планове у мају 1991. када се буџет попео на 30 милиона долара. Председавајући Дизнија Џефри Каценберг није желео да потроши више од 25,7 милиона долара на филм. У новембру 1993. Стигвуд је продао филмска права продукцијској компанији Ендру Г. Вајне. Вајна је касније ангажовао Арнона Милчана као суфинансијера, а Стоун се вратио као режисер филма након састанка са Деном Халстедом, вишим потпредседником Холивуд пикчерса. Продукција је требало да почне негде 1995. године након што су Стоун и Милчан завршили снимање Норијеге, филма који бележи живот панамског генерала и диктатора Мануела Норијеге. Стоун и Милчан су се спорили око високих трошкова продукције Евите, Норијеге (која никада није снимљена) и Никсона (1995), што је довело до тога да је Стоун напустио пројекат у јулу 1994.

### Развој
У децембру 1994, Алан Паркер је потписао уговор за сценарио и режију филма након што су му се обратили Стигвуд и Вајна. Паркер је такође продуцирао филм, а његов банер је био пријављен као продуцентска кућа.  Док је писао сопствени сценарио, Паркер је истраживао Евин живот, састављајући новинске чланке, документарне филмове и књиге на енглеском језику. Одбио је да позајми елементе из Стоуновог сценарија или позоришне представе, уместо тога одлучио је да моделира свој сценарио по концепту албуму Рајса и Лојда Вебера. Стоун се посвађао са Паркером око садржаја сценарија, тврдећи да је дао значајан допринос. Правни спор и арбитража од стране Савеза писаца Америке довели су до тога да Паркер и Стоун поделе заслуге за писање сценарија.
„Док је Евита прича о људима чији су животи били у политици, то није политичка прича. То је Пепељуга прича о задивљујућем животу девојке из најобичније средине, која је постала најмоћнија жена коју је њена земља (и заиста Латинска Америка) икада видела, жена која се никада није задовољила да буде само украс на страни свог мужа, председника."
Паркеров готов сценарио укључивао је 146 промена у музици и текстовима концептуалног албума. У мају 1995. он и Рајс су посетили Лојда Вебера у његовој кући у Француској, где је Паркер покушао да их доведе да раде на филму. Рајс и Лојд Вебер нису радили заједно много година, а сценарио за Евиту захтевао је да компонују нову музику. У јуну 1995. године, уз помоћ Стејт департмента Сједињених Држава и сенатора Криса Дода, Паркер је договорио приватни састанак са Менемом у Аргентини како би разговарао о продукцији филма и затражио дозволу за снимање у Каса Росада, извршној вили. Иако је изразио незадовољство продукцијом, Менем је филмским ствараоцима дао креативну слободу да снимају у Аргентини, али не и у Каса Росада. Такође је саветовао Паркера да буде спреман да се суочи са протестима против филма. Паркер је натерао продуцента филма Брајана Мориса да фотографише Каса Росада, како би продукција могла да направи реплику у студију Шепертон у Енглеској. Редитељ је посетио још седам земаља пре него што је одлучио да снима на локацијама у Буенос Ајресу и Будимпешти.

### Кастинг
Антонио Бандерас је био први глумац који је обезбедио улогу у филму. Добио је улогу Чеа када је Глен Гордон Карон ангажован да режира филм, и остао је укључен када се Стоун вратио пројекту. Пре него што је напустио пројекат, Стоун је размишљао о избору Мишел Фајфер за главну улогу Еве, и то је потврђено у јулу 1994. Фајфер је напустила продукцију када је остала трудна са својим другим дететом. Паркер је такође сматрао да Глен Клоуз, заједно са Мерил Стрип, игра Еву.
У децембру 1994. Мадона је послала Паркеру писмо од четири странице у којем је објаснила да је она најбоља особа за портрет Еве и да ће бити потпуно посвећена тој улози. Такође му је послала копију свог спота као начин „аудиције”. Паркер је инсистирао да ако Мадона буде његова Евита, мора да разуме ко је главни. „Филм није прослављени спот Мадоне“, рекао је Паркер. "Ја сам то контролисао, а она није."  Рајсова је веровала да Мадона одговара насловној улози јер је могла да "тако лепо глуми кроз музику". Лојд Вебер је био опрезан у погледу њеног певања. Пошто је филм захтевао од глумаца да певају своје улоге, Мадона је прошла вокалну обуку код тренера Џоан Лејдер како би повећала своје самопоуздање у певању необичних песама и пројектовала свој глас на много кохезивнији начин. Лејдер је приметио да је певачица „морала да користи свој глас на начин на који га никада раније није користила. Евита је право музичко позориште — то је у извесном смислу оперски. Мадона је развила горњи регистар за који није знала да га има.“ 
У јануару 1996. Мадона је отпутовала у Буенос Ајрес да истражи Евин живот и срела се са неколико људи који су је познавали пре њене смрти. Током снимања, много пута јој је позлило због потребног интензивног емоционалног напора, а усред продукције открила је да је трудна. Њена ћерка Лурд је рођена 14. октобра 1996. године. Мадона је објавила дневник снимања филма. О искуству је рекла: „Ово је улога за коју сам рођена. У ово сам уложио све од себе јер је то било много више од улоге у филму. Било је узбудљиво и застрашујуће у исто време . . . И поноснији сам на Евиту него на било шта друго што сам урадио.“ 
Паркер је одлучио да Бандераса задржи у споредној улози Чеа након што је проверио снимак аудиције глумца. Док је писао сценарио, редитељ је одлучио да не идентификује лик са Ернестом „Че“ Геваром, што је урађено у неколико верзија мјузикла. „У филму Че прича причу о Еви“, рекао је Бандерас. „Он веома критички гледа на њу и понекад је циничан и агресиван, али и смешан. У исто време он сам себи ствара овај проблем јер је, упркос свим својим принципима, задивљен шармом жене.“  За улогу Хуана Перона, Паркер је пришао филмском и сценском глумцу Џонатану Прајсу, који је ту улогу обезбедио након састанка са редитељем.

### Снимање

#### Главно снимање
Продукција филма у Аргентини наишла је на контроверзе и изазвала је значајну пажњу медија. Глумци и екипа суочили су се са протестима због страха да ће пројекат нарушити Евин имиџ. Чланови Перонистичке партије покренули су кампању мржње, осуђујући продукцију филма Мадона и Паркер. Евита је такође подстакла владу Аргентине да продуцира сопствени филм, Ева Перон: истинита прича (1996), како би се супротставила свим заблудама или нетачностима изазваним филмом. Као одговор на контроверзу око пројекта, продукција је одржала конференцију за штампу у Буенос Ајресу 6. фебруара 1996.
Главно снимање је почело 8. фебруара 1996. са буџетом од 55 милиона долара.  Дизајнер продукције Брајан Морис конструисао је 320 различитих сетова. Костимографкињи Пени Роуз је дат посебан приступ Евиној гардероби у Аргентини, а она је дизајнирала сопствене костиме према Евиној оригиналној одећи и обући. Обукла је 40.000 статиста у старинске хаљине. У продукцији је коришћено више од 5.500 костима из 20 кућа за костиме у Паризу, Риму, Лондону, Њујорку, Сан Франциску, Лос Анђелесу, Буенос Ајресу и Будимпешти, као и 1.000 војних униформи. Мадонина гардероба је укључивала 85 промена костима, 39 шешира, 45 пари ципела и 56 пари минђуша. Оборила је Гинисов светски рекорд за "Највише промена костима у филму".
Снимање је почело у Буенос Ајресу сценама које приказују Евино детињство 1936. године. Локације су укључивале Лос Толдос, град Хунин, где је Ева одрасла, и Чивилкој, где је одржана сахрана њеног оца. 23. фебруара 1996. Менем је договорио састанак са Паркером, Мадоном, Прајсом и Бандерасом, и одобрио екипи да снима у Каса Росада непосредно пре него што је требало да напусте Буенос Ајрес. Продукција је 9. марта тамо снимила музичку нумеру „Не плачи за мене Аргентина“, користећи 4.000 статиста два дана. Снимање у Буенос Ајресу завршено је после пет недеља.
Глумци и екипа потом су се преселили у Будимпешту, у Мађарској, где су 23 локације коришћене за сцене смештене у Буенос Ајресу. Продукција је провела два дана понављајући Евину државну сахрану, за коју је било потребно 4.000 статиста да глуме грађани, полицијски званичници и војно особље. Филмски ствараоци су снимили спољне сцене испред базилике Светог Стефана, али им је био онемогућен приступ филму унутар зграде. За музичке нумере, Паркер је натерао Мадону и Прајса да сниме песме уживо на сету, због емотивног напора који је захтевао од њихових наступа. После пет недеља снимања у Мађарској, остатак снимања се одвијао на звучним позорницама Шепертон студија у Енглеској. Главно снимање завршено је 30. маја 1996. након 84 дана снимања.

### Музика
Снимање песама и саундтрека филма почело је 2. октобра 1995. у ЦТС студију у Лондону.  Било је потребно скоро четири месеца да се сниме све песме, што је подразумевало прво стварање музике, а затим и текстова. Паркер је први дан снимања прогласио „црним понедељком“, и подсетио на то као на забрињавајући и нервозан дан. Рекао је: „Сви смо дошли из веома различитих светова – из популарне музике, из филмова и из музичког позоришта – и тако смо сви били веома забринути. Глумачка екипа је такође била нервозна; Бандерасу је то искуство било "страшно", док је Мадона била "скамењена" када је реч о снимању песама. "Морала сам да певам пред Ендру Лојдом Вебером . . . Била сам у потпуном нереду и после сам јецала. Мислила сам да сам урадила ужасан посао“, присећа се певачица  .
Саундтрек за Евиту је објављен у Сједињеним Државама 12. новембра 1996. Варнер Брос. објавио је две верзије: издање на два диска, Саундтрек је био комерцијални успех, достигавши прво место у Аустрији, Белгији, Шкотској, Швајцарској и Уједињеном Краљевству, као и продат у преко седам милиона примерака широм света.

## Пријем

### Благајна
Евита је зарадила 71.308 долара првог дана ограниченог издања, у просеку 35.654 долара по биоскопу. До краја првог викенда, филм је зарадио 195.085 долара, са укупном зарадом у Северној Америци од 334.440 долара.  Следећег викенда је додато још биоскопа, а филм је зарадио додатних 1.064.660 долара током другог викенда, са укупном зарадом од 2.225.737 долара.
Пуштена у 704 биоскопа у Сједињеним Државама и Канади, Евита је зарадила 2,551,291 долара првог дана свог издања. До краја првог викенда, зарадио је 8.381.055 долара, чиме је осигурао другу позицију на домаћој благајни иза научно-фантастичног хорор филма Реликвија. Евита је забележила мали пораст посећености током свог другог викенда широког издања. Током четвородневног викенда Дана Мартина Лутера Кинга млађег, филм се померио на треће место на листи домаћих благајни и зарадио 8.918.183 долара – што је укупно повећање од 6,4% у односу на претходни викенд. Зарадио је још 5,415,891 долара током свог четвртог викенда, померивши се на пето место на ранг листи најбољих 10. Евита се померила на четврто место следећег викенда, зарадивши додатних 4,374,631 долара – што је смањење од 19,2% у односу на претходни викенд. До свог шестог викенда, филм се померио са четвртог на шесто место, зарадивши 3.001.066 долара.
Евита је завршила своју биоскопско приказивање у Северној Америци 8. маја 1997, након 135 дана (19,3 недеље) од објављивања. Зарадио је 50.047.179 долара у Северној Америци и 91.000.000 долара на другим територијама, за укупно 141.047.179 долара широм света.

### Критички одговор
Евита је добила помешане реакције критичара. Веб локација за прикупљање рецензија Rotten Tomatoes узорковала је 39 рецензија и дала филму оцену од 64%, са просечном оценом 6,7/10. Консензус сајта гласи: „Евита се понекад труди да убеди на наративном нивоу, али звучни запис помаже овом мјузиклу заснованом на чињеницама да постигне меру епске величине којој тежи“. Други агрегатор рецензија, Метакритик, доделио је филму просечну оцену од 45 од 100 на основу 23 критике критичара, указујући на „мешовите или просечне критике“.
Малколм Џонсон је изјавио: „Упркос свим изгледима, ова дуго одлагана филмска верзија се испоставило да је радња љубави за режисера Алана Паркера и за његове звезде, препорођену Мадону, нову суперзвезду Антонија Бандераса, протеа ветеран Џонатан Прајс."  Роџер Иберт из Чикаго Сан Тајмса дао је филму три и по од четири звездице, написавши „Паркерове слике оживљавају музику, а Мадона и Бандерас јој доносе страст. До краја филма осећамо се као да имамо свој новац, а сигурни смо да Евита има.“  Сискел је у својој рецензији написао: „Режисер Алан Паркер је добро монтирао ову продукцију, која је успешнија као спектакл него било шта друго. Према Ричарду Корлису из часописа Тајм, „Ова Евита није само дугачак, сложен музички видео; он функционише и дише као прави филм, са ликовима вредним наше наклоности и најдубље сумње“. Критичар Зек Конер је прокоментарисао: „Олакшање је рећи да је Евита прилично добра, добро уклопљена и лепо визуализована. Мадона још једном збуњује наша очекивања. Она игра Евиту са дирљивим умором и има више од само мало звезданог квалитета. Волите или мрзите Мадону-Еву, она је магнет за све очи.“ 
Керол Бакленд са Си-Ен-Ен-а сматра да је „Евита у суштини музички спот са епским претензијама. Ово не значи да није прелепо за гледање или повремено изузетно забавно. То су обе те ствари. Али упркос свом великом стилу филма, он је недовољан у смислу суштине и душе.“  Давид Ансен из Њузвика ' написао: „Прелепо је. То је епски. То је спектакуларно. Али два сата касније, показало се да је и емоционално непробојно.“  Дајући филму оцену Ц−, Овен Глеиберман критиковао је Паркерову режију, рекавши: „Евита би могла да функционише да је постављен као спектакл већи од живота . . . Међутим, начин на који је Алан Паркер режирао Евиту, то је само трома, контрадикторна збрка, драстично „реалистичан“ музички спот латино револуције вођен звучном подлогом осредњег рока из 70-их.“  Џенет Маслин из Њујорк тајмса похвалила је Мадонину изведбу, као и костимографију и кинематографију, али је написала да је филм био „без даха и пискав, пошто режија Алана Паркера не показује знаке моралног или политичког компаса и остаје у исцрпљујућем преоптерећењу свих време."  Џејн Хорвиц је изјавила: „Мадона пева убедљиво и пролази кроз глуму, али њеном наступу недостају дубина, грациозност и мишићи. Срећом, продукција редитеља Алана Паркера историјског изгледа са својим епским сценама публике и филмским филмовима у тоновима сепије је добро показује.“  Негативна критика стигла је од Барбаре Шулгасер која је написала: „Овај филм би требало да буде о политици и ослобођењу, о тријумфу нижих класа над угњетавањем, о корупцији. Али она је толико прожета спектаклом, мадонизмом, лошом рок музиком и простодушним идејама, да се на крају не ради ни о чему“.

### Признања
Евита је добила разне награде и номинације, а посебно признање за Мадону, Паркера, Рајса, Лојда Вебера и песму "Иоу Муст Лове Ме". Добио је пет номинација за Златни глобус, и освојио три за најбољи филм – Мјузикл или комедија, најбоља глумица – Мјузикл или комедија (Мадона) и најбоља оригинална песма. На 69. додели Оскара, филм је освојио Оскара за најбољу оригиналну песму  и био је ноинован у четири друге категорије: најбоља монтажа филма, најбоља камера, најбоља уметничка режија и најбољи звук. Мадона се појавила током доделе Оскара. Национални одбор за рецензије прогласио је Евиту једним од " 10 најбољих филмова 1996. године", рангирајући је на четврто место. На 50. додели филмских награда Британске академије, Евита је добила осам номинација, али није победила ни у једној категорији. На првој додели Златних сателитских награда, добио је пет номинација и освојио три за најбољи филм, најбољу оригиналну песму и најбољи костимограф (Пени Роуз).

### Цитати
1. ↑  „Evita (1996) – Full Credits”. Turner Classic Movies. Архивирано из оригинала 1. 12. 2016. г. Приступљено 30. 11. 2016.
2. 1 2 3 4 5 6 7 8 9 10 11 12 13 14 15 16 17 18 19 20 21 22 23 24 25  Parker, Alan. „Evita – Alan Parker – Director, Writer, Producer – Official Website”. AlanParker.com. Архивирано из оригинала 8. 10. 2016. г. Приступљено 7. 10. 2016.
3. ↑  „Evita at Prince Edward Theatre”. ThisisTheatre.com. Архивирано из оригинала 4. 3. 2012. г. Приступљено 7. 10. 2016.
4. ↑  „'Evita' listing, 1979–1983”. Internet Broadway Database. Архивирано из оригинала 30. 9. 2008. г. Приступљено 8. 10. 2016.
5. 1 2 3 4 5 6 7  Stoddard, Sylvia. „Oh What a Circus”. SquareOne.org. Архивирано из оригинала 30. 12. 2008. г. Приступљено 7. 10. 2016.
6. 1 2 3 4 5 6 7 8  Brown, Peter H. (5. 3. 1989). „Desperately Seeking Evita”. The Washington Post. Архивирано из оригинала 9. 10. 2016. г. Приступљено 7. 10. 2016.
7. 1 2  Newsweek Staff (31. 7. 1994). „Hasta La Vista, Baby”. Newsweek. Архивирано из оригинала 9. 10. 2016. г. Приступљено 7. 10. 2016.
8. 1 2  Harmetz, Aljean (15. 5. 1981). „Movie Rights to 'Evita' Bought by Paramount”. The New York Times. Архивирано из оригинала 9. 10. 2016. г. Приступљено 7. 10. 2016.
9. 1 2 3 4 5 6  Greenberg, James (19. 11. 1989). „Is It Time Now to Cry for 'Evita'?”. The New York Times. Архивирано из оригинала 14. 3. 2016. г. Приступљено 7. 10. 2016.
10. 1 2 3 4 5 6 7 8  Ansen, David (15. 12. 1996). „Madonna Tangos with Evita”. Newsweek. Архивирано из оригинала 30. 8. 2016. г. Приступљено 7. 10. 2016.
11. ↑  „Oliver Stone To Start On Big-screen 'Evita'”. New York Daily News. 9. 10. 1987. Архивирано из оригинала 9. 10. 2016. г. Приступљено 7. 10. 2016.
12. ↑  „Weintraub Entertainment and RSO reached a pact.”. Los Angeles Times. 27. 3. 1987. Архивирано из оригинала 6. 3. 2016. г. Приступљено 7. 10. 2016.
13. 1 2 3  Eller, Claudia (11. 12. 1993). „Crying's Over, 'Evita' Finds Backers : Movies: Disney plans to make the musical about Argentina's First Lady with the help of two investors and director Oliver Stone.”. Los Angeles Times. Архивирано из оригинала 9. 10. 2016. г. Приступљено 7. 10. 2016.
14. ↑  Fox, David J. (10. 5. 1991). „'Evita' Film Once More in Limbo”. Los Angeles Times. Архивирано из оригинала 9. 10. 2016. г. Приступљено 7. 10. 2016.
15. ↑  Gritten, David (4. 5. 1996). „'She'll Surprise a Lot of People”. Los Angeles Times. Архивирано из оригинала 5. 3. 2016. г. Приступљено 7. 10. 2016.
16. ↑  Busch, Anita M. (19. 2. 1995). „Oliver Stone, New Regency On The Rocks?”. Variety. Архивирано из оригинала 9. 10. 2016. г. Приступљено 7. 10. 2016.
17. ↑  Hamburg 2002, стр. 232
18. ↑  Bona, Damien (2002). „Hey There, Lonely Girl”. Inside Oscar 2. United States: Random House. ISBN 978-0-345-44800-2.
19. 1 2 3 4  Dwyer, Michael (21. 12. 1996). „Che New”. The Irish Times. Архивирано из оригинала 9. 10. 2016. г. Приступљено 7. 10. 2016.
20. 1 2  Villacorta, Francis O. (5. 7. 1994). „Michelle Pfeiffer is Webber's 'Evita'”. Manila Standard. Приступљено 7. 10. 2016.
21. ↑  Cross 2007, стр. 67
22. ↑  Palomino, Erika (26. 9. 1996). „MTV mostra Madonna nos bastidores do filme 'Evita'” [MTV shows Madonna behind the scenes of the film 'Evita']. Folha de S.Paulo (на језику: португалски). Архивирано из оригинала 4. 3. 2016. г. Приступљено 22. 4. 2016.
23. ↑  Ansen, David (15. 12. 1996). „Madonna Tangos With Evita”. Newsweek.
24. 1 2 3  O'Brien 2008, стр. 305–306
25. 1 2 3 4  Flick 1996, стр. 91
26. ↑  Taraborrelli 2008, стр. 260
27. 1 2 3 4  Ciccone, Madonna (новембар 1996). „The Madonna Diaries”. Vanity Fair: 174—188. ASIN B001BVYGJS. ISSN 0733-8899.
28. ↑  Taraborrelli 2008, стр. 276
29. 1 2  „Mad for Evita”. Time. 30. 12. 1996. стр. 1—2. Архивирано из оригинала 26. 5. 2013. г. Приступљено 7. 10. 2016.
30. ↑  St. Michael 2004, стр. 67
31. ↑  Gonthier Jr. & O'Brien 2015, стр. 234
32. 1 2  Gonthier Jr. & O'Brien 2015, стр. 236
33. 1 2  Cerio, Gregory (26. 2. 1996). „Don't Yell at Me, Argentina”. People. Архивирано из оригинала 10. 10. 2016. г. Приступљено 10. 10. 2016.
34. ↑  Guinness World Records 2000. Jim Pattison Group. 2000. стр. 186. ISBN 978-0-606-17606-4.
35. ↑  Dwyer, Michael (5. 5. 1996). „Film; Don't Cry for the New Eva Either”. The New York Times. Архивирано из оригинала 30. 10. 2016. г. Приступљено 7. 10. 2016.
36. ↑  Marsh, Virginial (4. 4. 1996). „Budapest Girds For Traffic Jams As It Greets Cash-cow 'Evita'”. Deseret News. Архивирано из оригинала 20. 12. 2016. г. Приступљено 3. 12. 2016.
37. ↑  Campbell, Sophie (24. 1. 1997). „Where the Camera Lies”. The Independent. Архивирано из оригинала 20. 12. 2016. г. Приступљено 15. 12. 2016.
38. ↑  Davis, Sandi (31. 8. 2016). „Banderas Sings Praises of 'Evita'”. The Oklahoman. Архивирано из оригинала 4. 3. 2016. г. Приступљено 7. 10. 2016.
39. ↑  „Evita [Motion Picture Music Soundtrack]”. AllMusic. Архивирано из оригинала 24. 12. 2016. г. Приступљено 24. 12. 2016.
40. ↑  „Evita: Music from the Motion Picture Soundtrack CD Album”. CD Universe. Приступљено 25. 12. 2016.
41. ↑  „Ultratop.be – Soundtrack / Madonna – Evita” (на језику: холандски). Ultratop. Архивирано из оригинала 31. 12. 2016. г. Приступљено 21. 10. 2016.
42. ↑  „Hits of the World: Eurochart” (PDF). Billboard. 15. 2. 1997. стр. 55. Приступљено 21. 10. 2016.
43. ↑  „Madonna | Full Official Chart History”. Official Charts Company. Архивирано из оригинала 18. 3. 2018. г. Приступљено 8. 6. 2017.
44. ↑  „Madonna, ritorno a ritmo di "techno"” (PDF). l'Unità (на језику: италијански). 23. 1. 1998. стр. 7. Приступљено 23. 7. 2022.
45. ↑  „Evita (1996) – Daily Box Office Results”. Box Office Mojo. Архивирано из оригинала 17. 3. 2016. г. Приступљено 7. 10. 2016.
46. ↑  „Evita (1996) – Weekend Box Office Results”. Box Office Mojo. Архивирано из оригинала 20. 10. 2016. г. Приступљено 7. 10. 2016.
47. 1 2 3 4  „Evita (1996) – Weekend Box Office Results”. Box Office Mojo. Архивирано из оригинала 20. 10. 2016. г. Приступљено 7. 10. 2016.
48. ↑  „Evita (1996) – Daily Box Office Results”. Box Office Mojo. Архивирано из оригинала 17. 3. 2016. г. Приступљено 7. 10. 2016.
49. ↑  „Weekend Box Office Results for January 10–12, 1997”. Box Office Mojo. Архивирано из оригинала 4. 2. 2017. г. Приступљено 7. 10. 2016.
50. ↑  „Weekend Box Office Results for January 17–20, 1997”. Box Office Mojo. Архивирано из оригинала 9. 10. 2016. г. Приступљено 7. 10. 2016.
51. ↑  Dominguez, Robert (14. 1. 1997). „Madonna's Hot Ticket: 'Evita' Close to No. 1 But Will Strong Box Office Get Material Girl Into H'wood Groove?”. New York Daily News. Архивирано из оригинала 9. 10. 2016. г. Приступљено 7. 10. 2016.
52. ↑  „Evita (1996)”. Rotten Tomatoes. Архивирано из оригинала 27. 4. 2016. г. Приступљено 18. 7. 2022.
53. ↑  „Evita Reviews”. Metacritic. Архивирано из оригинала 7. 3. 2016. г. Приступљено 29. 4. 2016.
54. ↑  Johnson, Malcolm (10. 1. 1997). „Madonna Gives Soul to Screen Incarnation Of 'Evita'”. Hartford Courant. Архивирано из оригинала 22. 7. 2015. г. Приступљено 7. 10. 2016.
55. ↑  Ebert, Roger (3. 1. 1997). „Evita Movie Review & Film Summary (1997)”. RogerEbert.com. Архивирано из оригинала 20. 9. 2016. г. Приступљено 7. 10. 2016.
56. ↑  Siskel, Gene (3. 1. 1997). „Madonna Stands Up To 'Evita' Demands”. Chicago Tribune. Архивирано из оригинала 9. 10. 2016. г. Приступљено 7. 10. 2016.
57. ↑  Corliss, Richard (16. 12. 1996). „Cinema: Madona and Eva Peron: You Must Love Her”. Time. Архивирано из оригинала 4. 3. 2016. г. Приступљено 7. 10. 2016.
58. ↑  Taraborrelli 2008, стр. 285
59. ↑  Buckland, Carol (4. 1. 1997). „'Evita' Tailor-made for Madonna”. CNN. Архивирано из оригинала 25. 5. 2010. г. Приступљено 7. 10. 2016.
60. ↑  Gleiberman, Owen (20. 12. 1996). „Evita”. Entertainment Weekly. Архивирано из оригинала 25. 7. 2015. г. Приступљено 7. 10. 2016.
61. ↑  Maslin, Janet (25. 12. 1996). „Madonna, Chic Pop Star as Chic Political Star”. The New York Times. Архивирано из оригинала 4. 3. 2016. г. Приступљено 7. 10. 2016.
62. ↑  Horwitz, Jane (10. 1. 1997). „Evita”. Sun-Sentinel. Архивирано из оригинала 9. 10. 2016. г. Приступљено 7. 10. 2016.
63. ↑  Shulgasser, Barbara (1. 1. 1997). „Evita' eviscerated”. San Francisco Chronicle. Приступљено 18. 12. 2018.
64. ↑  „'English Patient' Leads Golden Globe Nominations”. The New York Times. 20. 12. 1996. Архивирано из оригинала 9. 10. 2016. г. Приступљено 7. 10. 2016.
65. ↑  „Winners & Nominees 1997”. Golden Globe Awards. Архивирано из оригинала 16. 8. 2016. г. Приступљено 7. 10. 2016.
66. ↑  „The 69th Academy Awards (1997) Nominees and Winners”. Academy of Motion Picture Arts and Sciences. Архивирано из оригинала 1. 2. 2012. г. Приступљено 7. 10. 2016.
67. ↑  Copeland, Jeff (12. 2. 1997). „Madonna Will Sing at the Oscars”. E! News. Приступљено 16. 8. 2018.
68. ↑  „1996 Archives – National Board of Review”. National Board of Review. Архивирано из оригинала 15. 7. 2016. г. Приступљено 25. 12. 2016.
69. ↑  „BAFTA Awards Search Box: Put 'Evita' and click”. British Academy Film Awards. Архивирано из оригинала 18. 9. 2016. г. Приступљено 29. 12. 2016.
70. ↑  Errico, Marcus (15. 1. 1997). „Cruise Tops Golden Satellite Awards”. E! News. Архивирано из оригинала 30. 3. 2016. г. Приступљено 28. 4. 2017.